# Montazzoli
Montazzoli är en ort och kommun i provinsen Chieti i regionen Abruzzo i Italien. Kommunen hade 917 invånare (2018).